# Marguerite Frank
Marguerite Frank   (9è districte de París, 8 de setembre de 1927 - Palo Alto, 11 de desembre de 2024) és una matemàtica estatunidenca, també coneguda com Marguerite Straus-Frank.

## Vida i Obra
Frank va néixer a París, filla d'un matrimoni jueu de nacionalitat neerlandesa però d'origen est-europeu que, veient el creixent antisemitisme a Europa, es va traslladar a Amèrica el 1939, afincant-se a Toronto. Va cursar els estudis secundaris al Jarvis Coleggiate i, el 1943, en acabar-los va ingressar a la universitat de Toronto, en la qual es va graduar amb una beca per anar a Harvard. La beca implicava, també, impartir classes al Radcliffe College (filial femenina de Harvard) i la pressió de la docència i la recerca, sota el professor Oscar Zariski, la van fer molt infeliç. La seva mare, que ho va notar, se la va endur a París que, acabada la guerra tornava a ser una ciutat cosmopolita, i ho va arreglar tot per a qué fes cursos de història i de filosofia.
A Paris va conèixer Joseph Frank, un estudiant de filologia eslava que acabaria sent el més gran expert mundial en Dostoievski, amb qui va tonar als Estats Units i es va casar el 1953. Mentre el seu marit era professor a la universitat de Chicago ella va preparar la seva tesi doctoral sota la direcció d'Abraham Adrian Albert, tot i que la va presentar a Harvard qui li va atorgar el títol el 1956.
El 1956 va publicar un article, juntament amb Philip Wolfe de la universitat de Princeton, en el qual va establir les bases del avui conegut com mètode del gradient condicional o algorisme de Frank-Wolfe, un procediment per a l'optimització convexa amb restriccions. Els anys següents va continuar la seva col·laboració amb el departament d'optimització de Princeton, fins que el 1977 va ser nomenada professora de la universitat Rider (a uns deu quilòmetres de la universitat de Princeton, on era professor el seu marit). El 1985 tots dos van deixar Nova Jersey per anar a la Universitat Stanford on van finalitzar al seva carrera acadèmica.